# 아리스타 레코드
아리스타 레코드(영어: Arista Records 애리스타 레코즈[*], 영어 발음: /ˈærɪstə/)는 미국의 음악 레이블이다. 현재 소니 뮤직 엔터테인먼트의 계열사이며, RCA 레이블 그룹과 계약 회사이다. 사장은 클라이브 데이비스(Clive Davis)이며, 1989년 새 레이블인 아리스타 내시빌을 론칭했다. 현재 영국과 미국에 회사가 설립되어 있다.
현재 힙합 가수인 영 벅과 허리케인 크리스 팝 가수인 휘트니 휴스턴, 저메인 잭슨 등이 소속돼 있다.
2011년 RCA 레코드에 합병되었다.

## 같이 보기
- 아리스타 내슈빌